# Bondarne, Markivka
Bondarne (în ucraineană Бондарне) este un sat în comuna Sîceanske din raionul Markivka, regiunea Luhansk, Ucraina.

## Demografie
Componența lingvistică a localității Bondarne
     Ucraineană (93,37%)
     Rusă (6,63%)
Conform recensământului din 2001, majoritatea populației localității Bondarne era vorbitoare de ucraineană (93,37%), existând în minoritate și vorbitori de rusă (6,63%).